# ОТГ «Браконьєри» УДА
Окрема тактична група «Браконьєри» — добровольчий снайперський підрозділ, який входить до складу Української добровольчої армії.

## Історія
Добровольче збройне формування було сформовано у 2014 році у складі 5-го батальйону Добровольчого Українського Корпусу (ДУК).
У 2018 році, коли Українська добровольча армія погодилася вивести свої війська з Донбасу, угруповання «Браконьєри» залишилося на лінії зіткнення і продовжило бої.
У 2019 році група вийшла зі складу 5-го батальйону та виокремилася в окремий підрозділ.
9 лютого 2022 командувач УДА Дмитро Ярош повідомив про висунення “на полювання” легендарної снайперської групи УДА “Браконьєри”.
28 жовтня 2022 року підрозділ на Донеччині знищив російську станцію радіоелектронної боротьби (РЕБ) "Сілок-01".